# Cultura nella Polonia moderna

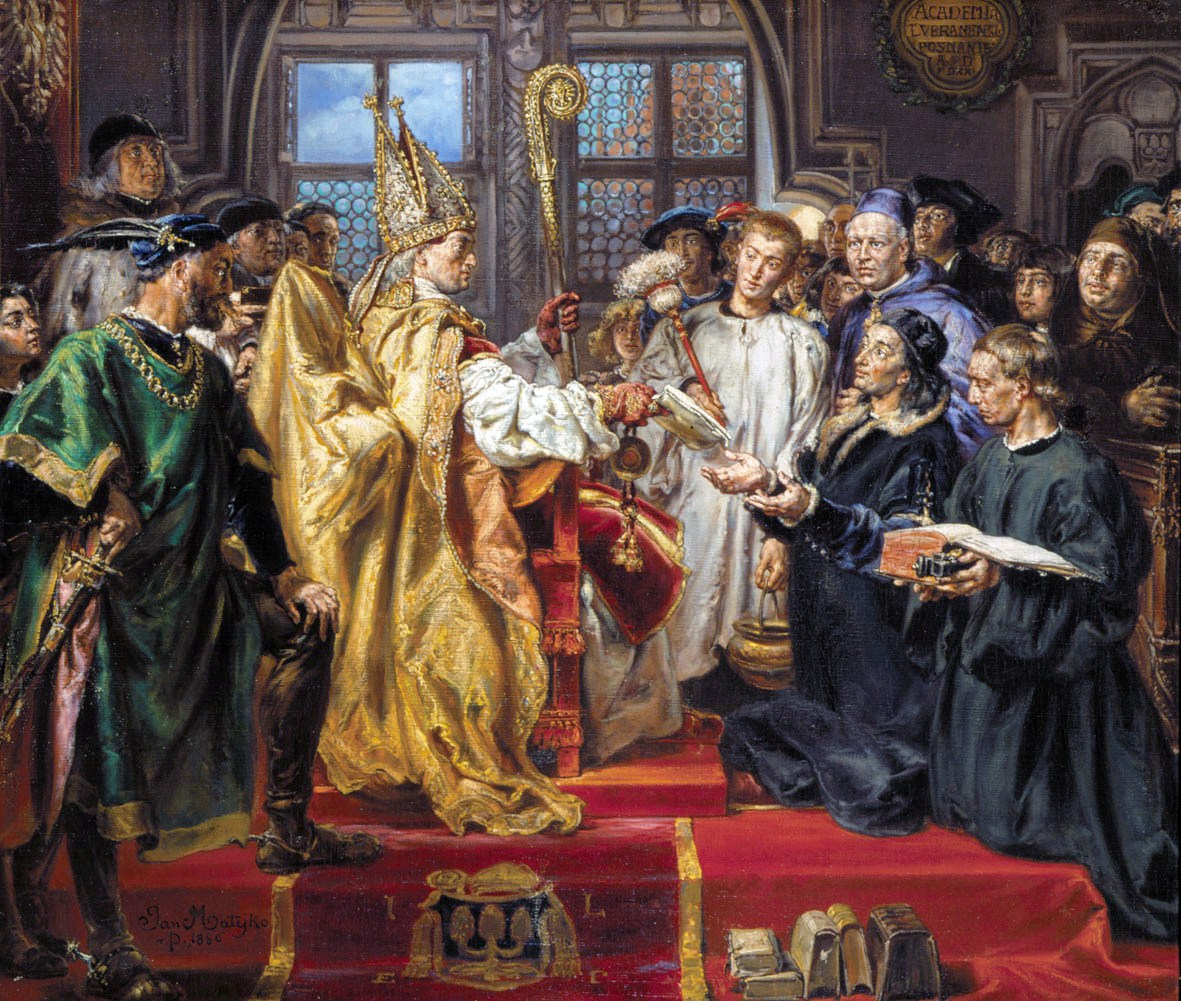
"Founding of the Lubrański Academy in Poznań" di Jan Matejko (1886)

Con la caduta del comunismo la cultura e la società polacca cominciarono un processo di profonda trasformazione, contrassegnato dal ritorno della democrazia e dal nuovo sviluppo della società civile. Dopo il 1989, i pesanti controlli del Governo cessarono, e furono introdotti i radicali cambiamenti economici. L'afflusso delle nuove idee estetiche e sociali fu accompagnato dalle forze di mercato occidentali. Tuttavia, diversamente da qualsiasi altro marcatore temporale nello sviluppo della cultura polacca del passato, l'anno 1989 non introdusse alcuno specifico evento letterario o manifestazione artistica. Per una generazione di scrittori esperti i loro obiettivi e le loro ricerche morali rimanevano gli stessi del periodo precedente. Il primo decennio di libertà portò principalmente riforme statali nel finanziamento e nel patrocinio delle istituzioni culturali, costringendo l'autosostenibilità in un territorio spesso inesplorato. Letteratura, film, arti visive e mezzi di comunicazione di massa rimasero focalizzati sulla loro partecipazione attiva alla vita pubblica.

## Antefatto storico
Gli eventi che plasmarono la cultura polacca al principio del periodo post-comunista, cominciarono fin dal 1976. La repressione delle dimostrazioni del 1976 diede origine a un'editoria clandestina su una scala senza precedenti. Fu il vero inizio di una nuova conoscenza letteraria in Polonia. Tra il 1976 e il 1989, la cosiddetta Drugi obieg (la Seconda circolazione, termine comunemente applicato alla stampa illegale in Polonia durante il colpo di Stato militare), pubblicò la sbalorditiva cifra di 5.000 bollettini informativi e periodici a grandezza naturale di tipo regolare, inclusi circa 7.000 libri.

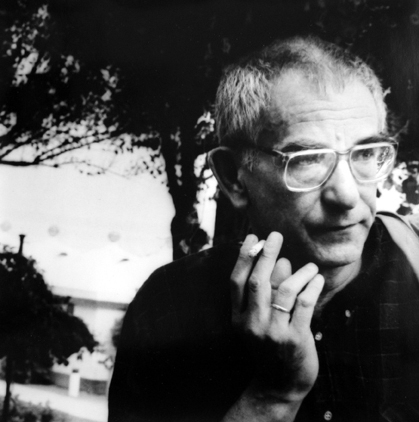
Krzysztof Kieślowski alla Mostra del cinema di Venezia, 1994

L'elezione del Papa polacco ha avuto un impatto ugualmente profondo sulla società. Due anni dopo, a Czesław Miłosz, che era stato messo sulla lista nera, fu assegnato il Premio Nobel per la letteratura, e nacque il movimento di Solidarność (Solidarietà) in seguito a un'ondata di scioperi di massa contro il totalitarismo, la povertà e le misure di austerità. Quasi ogni artista e scrittore polacco prese parte al movimento, e – in una forma o un'altra – subì le conseguenze del giro di vite militare del dicembre 1981. Dopo che – come nei film di Krzysztof Kieślowski (Senza fine, 1985; Decalogo, 1989) – l'esistenza meramente fisica non era più sopportabile. Intanto, la stampa clandestina prosperava, sostenuta finanziariamente attraverso generose donazioni dall'Ovest, e le ricerche sulla natura della legge e della moralità continuavano. La Russia non intervenne nella vicenda, quando il suo ex stato satellite fu dissolto legalmente nel 1990.
Il periodo 1976–89 fornì la base intellettuale ed estetica necessaria sulla quale fu fondato il Postmodernismo polacco in campo artistico e letterario, in parte ispirato alle opere ampiamente popolari di Witkacy, Witold Gombrowicz e Karol Irzykowski. Le transizioni che cominciarono negli anni 1990 continuarono per tutto il XXI secolo.

## Cultura di massa
Tra i registi polacchi di fama mondiale, hanno assunto grande visibilità i vincitori del Premio Oscar: Roman Polański, Andrzej Wajda, Zbigniew Rybczyński, Janusz Kamiński, Krzysztof Kieślowski e Paweł Pawlikowski. I premi cinematografici più importanti sono i Polskie Nagrody Filmowe; sono rinomati il Festival internazionale del cinema di Varsavia (Warszawski Międzynarodowy Festiwal Filmowy), il New Horizons Film Festival di Breslavia, il Camerimage (International Film Festival of the Art of Cinematography) e il festival di cinema per ragazzi Ale Kino!. I film polacchi proposti per l'Oscar al miglior film straniero sono stati, dal 1964 al 2019 11 e uno di questi, Ida (2015) ha vinto il premio.
Il teatro polacco ha raggiunto una notevole notorietà in tutto il mondo, grazie a personaggi ben noti come Jerzy Grotowski. Uno degli esponenti più celebri del teatro novecentesco, è stato Tadeusz Kantor, pittore, teorico del dramma, scenografo e drammaturgo, il suo maggior successo lo ebbe con la rappresentazione della morte, mentre la sua produzione più riconosciuta è "Umarła klasa".
In Polonia non esiste una netta divisione tra attori teatrali e cinematografici, per cui molti artisti di scena sono noti agli spettatori di tutto il mondo, per esempio: Daniel Olbrychski, Krystyna Janda, Jerzy Radziwiłowicz, Jerzy Stuhr o Janusz Gajos.

## Musica
Tra i maggiori compositori polacchi di musica classica, ne fanno parte: Fryderyk Chopin, Krzysztof Penderecki, Henryk Górecki e Karol Szymanowski. La musica di Chopin, influenzata dal folclore polacco trasmetteva la pura essenza del Romanticismo polacco. A partire dal 1927, il Concorso pianistico internazionale Fryderyk Chopin, viene celebrato ogni cinque anni a Varsavia. 